# Liste der Teilnehmer um die Fußballmeisterschaft in Kolumbien
Die Liste der Teilnehmer um die Fußballmeisterschaft in Kolumbien enthält alle Mannschaften, die in der 1948 eingeführten Profifußballmeisterschaft mitgewirkt haben. Die Sortierung erfolgt zunächst in alphabetischer Reihenfolge der Heimatstadt und innerhalb derselben nach der alphabetischen Reihenfolge der Vereine. (Stand: Laufende Saison 2017)
| Stadt           | Departamento       | Verein                    | Gründung | Spielzeiten (Anmerkungen)                                       |
| --------------- | ------------------ | ------------------------- | -------- | --------------------------------------------------------------- |
| Armenia         | Quindío            | Deportes Quindío          | 1951     | 1951–1953, 1955–2000, 2002–2013                                 |
| Barrancabermeja | Santander          | Alianza Petrolera         | 1991     | seit 2013                                                       |
| Barrancabermeja | Santander          | CD Oro Negro              | 1971     | 1971                                                            |
| Barranquilla    | Atlántico          | Deportivo Barranquilla †  | 1949     | 1949 (Verein bestand nur 1949)                                  |
| Barranquilla    | Atlántico          | Junior                    | 1949     | 1948, 1950–1953, seit 1966                                      |
| Barranquilla    | Atlántico          | Libertad †                | 1956     | 1956 (Verein bestand nur 1956)                                  |
| Barranquilla    | Atlántico          | Sporting                  | 1927     | 1950–1953, 1988–1991                                            |
| Barranquilla    | Atlántico          | Uniautónoma               | 2010     | 2014–2015                                                       |
| Barranquilla    | Atlántico          | Unicosta †                | 1995     | 1998 (Verein wurde 1999 aufgelöst)                              |
| Bogotá          | Distrito Capital   | La Equidad                | 1982     | seit 2007                                                       |
| Bogotá          | Distrito Capital   | Fortaleza FC              | 2010     | 2014, 2016                                                      |
| Bogotá          | Distrito Capital   | Millonarios FC            | 1946     | seit 1948                                                       |
| Bogotá          | Distrito Capital   | Santa Fe                  | 1941     | seit 1948                                                       |
| Bogotá          | Distrito Capital   | Universidad Nacional †    | 1948     | 1948–1952 (die Profifußballmannschaft wurde 1952 aufgelöst)     |
| Bucaramanga     | Santander          | Atlético Bucaramanga      | 1949     | 1949–1953, 1956–1970, 1972–1994, 1996–2008, seit 2016           |
| Cali            | Valle del Cauca    | América de Cali           | 1927     | 1948–1952, 1954–2011, 2017                                      |
| Cali            | Valle del Cauca    | Boca Juniors de Cali †    | 1937     | 1949–1957 (Verein wurde 1957 aufgelöst)                         |
| Cali            | Valle del Cauca    | Deportivo Cali            | 1912     | 1948–1955, seit 1959                                            |
| Cartagena       | Bolívar            | Real Cartagena            | 1971     | 1971, 1992, 2000–2002, 2005–2007, 2009–2012                     |
| Cúcuta          | Norte de Santander | Cúcuta Deportivo          | 1949     | 1950–1953, 1956–1995, 1996/97, 2006–2013, 2015                  |
| Envigado        | Antioquia          | Envigado FC               | 1989     | 1992–2006, seit 2008                                            |
| Ibagué          | Tolima             | Deportes Tolima           | 1954     | 1955–1992, seit 1995                                            |
| Itagüí          | Antioquia          | Itagüi FC                 | 2008     | 2011–2013                                                       |
| Manizales       | Caldas             | Atlético Manizales †      | 1954     | 1954, 1958 (Verein wurde 1958 aufgelöst)                        |
| Manizales       | Caldas             | Deportes Caldas           | 1947     | 1948–1951 (fusionierte 1961 mit Once Deportivo zu Once Caldas)  |
| Manizales       | Caldas             | Once Deportivo            | 1948     | 1948–1951 (fusionierte 1961 mit Deportes Caldas zu Once Caldas) |
| Manizales       | Caldas             | Once Caldas               | 1961     | seit 1961 (firmierte von 1971 bis 1978 als Cristal Caldas)      |
| Medellín        | Antioquia          | Huracán                   | 1949     | 1949–1951                                                       |
| Medellín        | Antioquia          | Independiente             | 1913     | 1948–1951, 1954–1957, 1959–1970, seit 1972                      |
| Medellín        | Antioquia          | Nacional                  | 1947     | seit 1948 (bis 1950 Atlético Municipal)                         |
| Montería        | Córdoba            | Jaguares de Córdoba       | 2012     | seit 2015                                                       |
| Neiva           | Huila              | Atlético Huila            | 1967     | 1993–1995/96, seit 1998                                         |
| Pasto           | Nariño             | Deportivo Pasto           | 1949     | 1999–2009, seit 2012                                            |
| Pereira         | Risaralda          | Águilas Pereira           | 2008     | 2014 (vormals Itagüí FC mit Sitz in Itagüi)                     |
| Pereira         | Risaralda          | Deportivo Pereira         | 1944     | 1949–1953, 1956–1996/97, 2001–2011                              |
| Rionegro        | Antioquia          | Rionegro Águilas          | 2008     | seit 2015 (firmierte 2015 noch als Águilas Doradas)             |
| Santa Marta     | Magdalena          | Deportivo Samarios        | 1951     | 1951–1952                                                       |
| Santa Marta     | Magdalena          | Unión Magdalena           | 1953     | 1953–1954, 1956–1957, 1959–1960, 1963–1999, 2002–2005           |
| Soacha          | Cundinamarca       | Tigres FC                 | 2000     | 2017                                                            |
| Tuluá           | Huila              | Cortuluá                  | 1967     | 1993–2004, 2010, seit 2015                                      |
| Tunja           | Boyacá             | Boyacá Chicó FC           | 2002     | 2004–2016                                                       |
| Tunja           | Boyacá             | Patriotas Boyacá          | 2003     | seit 2012                                                       |
| Villavicencio   | Meta               | Centauros Villavicencio † | 2002     | 2003 (Verein wurde 2011 aufgelöst)                              |